# الحب تحت المطر (رواية)
الحب تحت المطر واحدة من أشهر الروايات للكاتب الروائي المصري نجيب محفوظ. وقد لاقت هذه الرواية شهرة كبيرة بين أوساط المثقفين والقراء والنُقاد، كما اشتهرت في أوساط العوام على حد سواء. نُشرت الرواية سنة 1973.
تحولت الرواية إلى فيلم سينمائي أُنتج سنة 1975، من إخراج حسين كمال، وبطولة ميرفت أمين وأحمد رمزي وعادل أدهم وعماد حمدي وماجدة الخطيب وحياة قنديل وغيرهم من الفنانين.

## تحليل عنوان الرواية
يحمل العنوان طابعًا شعريًا ومجازيًا في آنٍ معًا. فكلمة "الحب" ترمز إلى الأمل، والمشاعر، والحياة، في حين أن "المطر" يُمثل في الأدب حالة مزدوجة: التطهير والتجدد من جهة، والانكسار والمأساة من جهة أخرى.
العنوان يوحي بأن هذا الحب لا يعيش في ظروف طبيعية، بل "تحت المطر"، أي وسط اضطراب اجتماعي أو سياسي أو أخلاقي.
ومثل معظم عناوين نجيب محفوظ، فإن هذا العنوان يتجاوز المستوى الحسي إلى مستوى رمزي، حيث يصبح الحب تمردًا على واقع مبلل بالعنف، والفساد، والضياع، تمامًا كما المطر يغمر كل شيء.

## الجوائز
رغم أن رواية "الحب تحت المطر" لم تحصد جائزة منفصلة عند صدورها، إلا أنها تُعد من أبرز روايات المرحلة الانتقالية في مسيرة نجيب محفوظ، بين الواقعية الاجتماعية والرمزية السياسية. وقد ساهمت، إلى جانب أعمال أخرى مثل "الكرنك" و"ميرامار"، في ترسيخ مكانته كروائي عالمي.
عند فوز نجيب محفوظ بـ جائزة نوبل للآداب سنة 1988، ذُكرت أعمال مثل "الحب تحت المطر" ضمن المراجع التي تعكس تطور السرد العربي الحديث، خصوصًا في تناوله للاضطراب السياسي بعد نكسة 1967 وتأثيرها على الأفراد.

## القصة
تتسارع أحداث الرواية ليبرز مشهد درامي يكشف عن مرزوق فوق سريره بالمستشفى غارق الرأس والوجه الأربطة.. وبعدها يغادر مرزوق المستشفى بوجه جديد ليعلن لفتنة انتهائه فهو لم يعد مؤهلاً ليكون ذاك المنهل الذي كان.. وتمضي الرواية بأحداثها والقارئ يمضي بين سطورها مترقباً نهاية أليمة وربما سعيدة لحب رعاه بجوارحه وتابعه بناظريه.. من خلال خيال طواف في عالم الإنسان.
تعطي الرواية ملامح الحياة في ظل الحرب والفقر من خلال الأحداث التي حيكت ببراعة قصصية والشخصيات التي عكست العمق في شدة بساطة الإنسان. يتناول نجيب محفوظ الفترة ما بين النكسة والعبور، الرواية جسدت الحب ومشاعره المختلطة في عصر ما بعد النكسة، فجسد «الوفاء، الخيانة، الحب والعشق، الغضب والغيرة والعلاقات غير الطبيعية وحتى القتل». وخاض «محفوظ» في جانب أكثر أهمية وقسوة لشباب ذلك الجيل والذى تملكته النكسة فأصبح حلمه الهجرة والهروب، يقول نجيب محفوظ في روايته «لم يعد الوطن أرضا وحدودا جغرافية ولكنه وطن الفكر والروح».

## أثر الهزيمة على النفسية الجماعية
تتناول الرواية آثار هزيمة 1967 على جيلٍ كامل، حيث يشعر الأبطال بانكسار داخلي وغموض في الرؤية، ما يؤدي إلى ارتباك في العلاقات العاطفية والاجتماعية. نجيب محفوظ يرسم من خلال شخصية "حسن" ومحيطه صورة لجيل يبحث عن المعنى وسط الفقد والخذلان.

## الحب كفعل مقاومة في زمن الفوضى
الحب هنا لا يُقدّم كحالة رومانسية خالصة، بل كنوع من التشبث بالحياة، أو كتمرد على الانحدار. فالعلاقات العاطفية في الرواية تتقاطع مع السياسة، والقلق، والجنس، والاغتراب، ما يجعل الحب نفسه "تحت المطر" في كل معانيه.

## حضور الجسد والأنوثة في السياق المأزوم
تلعب الشخصيات النسائية في الرواية دورًا مركزيًا: الجسد يصبح أداة للتعبير، أو للهرب، أو للاستغلال. تُقدّم المرأة باعتبارها مرآة لتحولات الرجل ومجتمعه، لكن أيضًا باعتبارها فاعلًا مأزوما في واقع متشابك.

## بنية الزمن الروائي المتقطع
تتميّز الرواية بزمن روائي غير خطّي، حيث تتداخل الذكريات والهواجس مع الحاضر، مما يعكس اضطراب الوعي الفردي بعد الصدمة السياسية. البناء الزمني المتشظي يدفع القارئ لتفسير الأحداث نفسيًا لا فقط سرديًا.